# Al'menevsky (huyện của Kurgan)
Huyện Al'menevsky (tiếng Nga: ? райо́н) là một huyện hành chính tự quản (raion), của Tỉnh Kurgan, Nga. Huyện có diện tích 2483 km². Trung tâm của huyện đóng ở Al'menevo.